# Remko Pasveer
Remko Pasveer (* 8. listopadu 1983 Enschede) je nizozemský profesionální fotbalový brankář, který chytá za nizozemský klub AFC Ajax a za nizozemský národní tým.

## Klubová kariéra
Svoji klubovou kariéru strávil v rodném Nizozemsku. Chytal za kluby jako je Go Ahead Eagles, Vitesse či Heracles Almelo. Ovšem velké angažmá se mu vyhýbalo, pokud nebereme v potaz působení v PSV, kde zodpovědně plnil roli dvojky a do zápasů naskakoval sporadicky.
Pasveer se stal v sezóně 2021/22 jedničkou Ajaxu, a to v 37 letech. Jeho kolegovi Onanovi totiž UEFA pozastavila činnost za pozitivní dopingový test.

## Reprezentační kariéra
Remko Pasveer byl členem nizozemských mládežnických výběrů. Zúčastnil se Mistrovství Evropy hráčů do 21 let 2006 v Portugalsku, kde mladí Nizozemci vybojovali svůj první titul v této věkové kategorii, když porazili ve finále Ukrajinu 3:0. Na turnaji nezasáhl ani do jednoho utkání, brankářskou jednotkou byl Kenneth Vermeer.
Dne 22. září 2022 naskočil do duelu Ligy národů UEFA proti Polsku. Stal se tak druhým nejstarším fotbalistou, který kdy hrál za Nizozemsko. Navíc si ve svém prémiovém startu připsal čisté konto. Jeho tým zvítězil 2:0.